# 瑟尔金

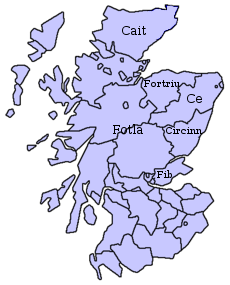
这张苏格兰地图显示皮克特人王国的大致位置，叠加在简化的苏格兰传统郡县地图上。

瑟尔金（皮克特语：Circin）是一个皮克特人领地，出现在6世纪—9世纪的史料中，位于现在的苏格兰境内的泰湾以北、格兰扁山脉以南地区。这个名字与复数主格形式 “锡里格”（Cirig）有关，后者是9世纪皮克特人起源神话《克鲁伊赫涅的七个子女》中提到的一位皮克特人领地的传说奠基者的名字。
瑟尔金是当代史料中提及频率第二高的皮克特人领地，仅次于福尔特里乌王国，但并没有任何资料称瑟尔金是一个“王国”。